# Francisca Mateos Rodríguez
Francisca Mateos Rodríguez (Serradilla, 29 de febrero de 1904 - 18 de julio de 2004) fue una educadora española.
Era hija de Francisco y Florencia, labradores. Fue la cuarta de siete hermanos: Juan José, Mercedes, Carmen, Elvira, María Victoria e Ildefonso. Aprendió a leer mediante el Método Rayas, desarrollado por su tío Ángel Rodríguez Álvarez. Como era costumbre en la época, Francisca tuvo que dejar la escuela para ayudar en el campo y en las tareas domésticas, pero gracias a la mentalidad abierta de su padre, volvió a pedirle a la maestra del pueblo, Rosario Marchante, que la siguiera educando. Tras no lograr apoyo en su localidad, se dirigió a su tío Raimundo Rodríguez Álvarez. Raimundo vivía en Cáceres y había iniciado algunas cartillas de lectura que fueron la base del método elaborado por su hermano. También redactó Definiciones Gramaticales, editado en 1910. Francisca se desplazó a Cáceres y su tío Raimundo le facilitó los libros necesarios para poder prepararse para los exámenes de bachiller. Tras aprobar los exámenes con sobresaliente pudo ingresar en la Escuela de Magisterio. Aprobó la carrera en Cáceres en 1930 y empezó a trabajar como profesora en la misma ciudad, al mismo tiempo que se preparaba para las oposiciones a maestra.
El 25 de julio de 1939 contrajo matrimonio con Belisario Sánchez Gómez. La pareja tuvo tres hijos: Elvira, Belisario y Ángel.
Después de aprobar varias oposiciones, en 1948 fue destinada al Grupo E María Guerrero de Madrid, donde también había sido destinado su marido. En la capital de España fue Directora de Grupos Escolares hasta su jubilación en 1973. Compaginó este puesto con la docencia, e intentó ayudar a sus alumnos y familias, y mejorar el sistema educativo. En este aspecto, introdujo el ajedrez en el aula, o cultivó junto a sus alumnos huertos escolares para lograr el autoabastecimiento y reducir los costes. También intentó recuperar escuelas en ruinas tras la Guerra Civil e intentó ampliar el número de plazas disponibles para reducir el analfabetismo. Fue directora y copropietaria del Grupo Escolar República Dominicana de Madrid.
En 1968 fundó el Grupo Escolar en Carabanchel. Ante la falta de recursos logró que el ayuntamiento le cediera el suelo público disponible para construir el centro educativo, conocido como Escuelas de Allariz. Hasta su construcción, el suelo fue usado para huertos y se usaron barracones como aulario. El centro fue bautizado con el nombre de Antonio Machado y en 2008 se inauguró una estatua dedicada a su fundadora.
Recibió el Lazo de la Orden de Alfonso X el Sabio, la Medalla de Oro de la ciudad de Madrid, la Medalla al Mérito en las Bellas Artes y la Medalla de la Cruz Roja, además de diversos homenajes y reconocimientos. Un parque de su localidad natal lleva su nombre, y en 1993, su hijo Belisario Sánchez Mateos creó una fundación para continuar su trabajo, la Fundación "Francisca Mateos, Lucha por la Paz", que cuenta con un fondo para desarrollar el Museo Lucha por la Paz, aún sin sede.
Tuvo gran devoción por el Santísimo Cristo de la Victoria de Serradilla. En 1956 propone fundar una cofradía del Santísimo Cristo de Serradilla en Madrid, y propone a la Cofradía de la Virgen del Puerto de Madrid la entronización de un cuadro del Cristo en la ermita que esta cofradía tenía a orillas del Manzanares. la cofradía pidió que fuese una escultura en lugar de un cuadro y esta fue encargada en 1958 a Víctor González Gil. Ese mismo año fue fundada la Cofradía del Santísimo Cristo de la Victoria en Madrid. Entre las dificultades para ser aprobada por el arzobispado se encontraron la prohibición de que mujeres figuraran en la junta o que la sede debía encontrarse en una parroquia.Fue en la parroquia de San Millán y San Cayetano de Madrid donde se depositó la imagen del Cristo. La cofradía fue aprobada por el arzobispado el 24 de abril de 1965. Otras imágenes del Cristo fueron enviadas al Perú y a la Unión Soviética.